# Xbox (Chacsinkín)
Xbox (pronunciado [ʃboʃ], es decir, /sh-bosh/ con la "sh" inglesa) es una localidad del municipio de Chacsinkín en el estado de Yucatán, México.

## Toponimia
El X'Box proviene del idioma maya yucateco y significa "la negra", ya que la x feminiza y boox significa "negro" (tanto sustantivo como adjetivo). Según los lugareños, este nombre deriva de una leyenda local en la cual una mujer vestida de negro se apareció en el pozo del lugar.

## Demografía
Según el censo de 2005 realizado por el INEGI, la población de la localidad era de 209 habitantes, de los cuales 101 eran hombres y 108 eran mujeres.
| 55                          | 56 | 88 | 139 | 112 | 83 | 78 | 124 | 114 | 187 | 219 | 229 | 209 |
| (Fuente: INEGI [Consultar]) |    |    |     |     |    |    |     |     |     |     |     |     |